# Prodoretus ophthalmicus
Prodoretus ophthalmicus är en skalbaggsart som beskrevs av Leon Fairmaire 1896. Prodoretus ophthalmicus ingår i släktet Prodoretus och familjen Rutelidae. Inga underarter finns listade i Catalogue of Life.